# Paramount Network (Magyarország)
A Paramount Network Magyarország (korábban: Paramount Channel) a csatorna magyar változata. Filmeket és sorozatokat sugároz.
A csatorna egyik bemondója Váta Lóránd volt.[forrás?]
A korhatár-besorolás jele korábban a 18-as korhatár besorolású filmek alatt egy csillag volt, ami a logó melletti bal oldalon volt látható. Jelenlegi jele egy 18+-os piros téglalap.
A csatorna reklámidejét korábban az Atmedia értékesítette, jelenleg az RTL Saleshouse értékesíti. A csatorna december 31-én megszűnik 9 másik csatornával.

## Története

### Előzmények
A Viacom 2013. szeptember 25-én bejelentette a jövő évi portfólióbővítését. A DTV News megkeresésére Bartosz Witak, a médiavállalat közép-kelet-európai és izraeli kirendeltségének ügyvezető igazgatója az alábbi közleményt adta le:
„Azt láttuk, hogy a jó tartalmakra még az olyan jól ellátott piacon, mint Magyarország is szükség van. A Paramount a világ egyik legnagyobb filmes bázisával rendelkezik, így ez az igény találkozott a mi expanziós törekvéseinkkel.”
A csatorna 2014. január 21-én kezdte meg tesztadását, majd február 4-től ajánlókat is sugárzott. 2014. január 24-én kiderült, hogy a csatorna hivatalos indulásának időpontja február 14. lesz.

### Paramount Channel
Magyarországon a hivatalos műsor 2014. február 14-én 16:40-kor indult a Pénznyelő című filmmel.
A Paramount Channel elsőként a Magyar Telekom hálózatain volt elérhető 2014. február 3-tól. A hivatalos műsor indulásakor az Invitel, a PR-Telecom, a Tarr Kft. és a Vidanet kínálataiba is bekerült, majd fokozatosan vált elérhetővé más szolgáltatóknál is. Többek között 2014. május 20-tól a DIGI műholdas és kábeles hálózatain, az év október 6-tól a UPC Direct, továbbá október 8-tól a UPC digitális kábeles hálózatán, valamint 2016. július 1-től a MinDig TV Prémium kínálatában is.
A csatorna kezdetben (az Animax-hez hasonlóan) hétköznaponként (csütörtök kivételével) eltérő műfajú blokkokba osztotta a filmjeit. A blokkok eredeti kiosztása az alábbi volt:
Hétfő: Pörgős Hétfő (akció- és kalandfilmek)
Kedd: Piszkos Kedd (krimik és thrillerek)
Szerda: Pezsgő Szerda (vígjátékok)
Péntek: A hét filmjei
A csatorna első arculatát a Sherlock Holmes és az X-Men grafikusai készítették, melyet 2015. augusztus 31-ig használt. 2015. október végén elindult a HD minőségű adása is.
Eleinte a magyarországi, a romániai és a moldovai adásváltozat egy és ugyanaz volt, majd 2016 nyarán különválasztották, így az azutáni adásváltozat már 100%-ban magyar volt. 2016 novembere óta a műsorajánlókban gyakran hívták ''Paramount filmcsatornának'', vagyis (a Disney Channel-hez hasonlóan) egy magyarított elnevezést kapott a csatorna.
Társcsatornája a Paramount Karácsony volt, mely 2019. december 24. és december 26. között sugárzott reklámok és ismétlések nélkül. Ez a csatorna csak a Vodafone-UPC kínálatában volt elérhető, és a Paramount Network arculatát kapta meg arany-vörös színben.

### Paramount Network
A ViacomCBS 2020. október 20-án Big Picture online konferencián jelentette be a csatorna Paramont Networkre való átnevezését. Az év november 23-án kiderült, hogy a névváltás időpontja 2020. december 17. lesz és miután bejelentették, hogy az RTL Spike megszűnik, annak ismert sorozatai átköltözhetnek erre a csatornára. Ezen a napon a tényleges átnevezés 06:00-kor, a hivatalos névváltás 06:40-kor történt meg a Vonzások és állatságok című filmmel. 2022. március 8-án új állomásazonosítókat vezettek be.

## Műsorstruktúra
A csatorna a Paramount Pictures és más nagy stúdiók (20th Century Studios, Lions Gate Entertainment, Metro-Goldwyn-Mayer, Universal Pictures és Walt Disney Pictures) filmjeit tűzi műsorra.